# Orde van de Mono
De Orde van de Mono (Frans: "Ordre du Mono") is een ridderorde van de Republiek Togo. De orde werd naar de rivier de Mono genoemd. De orde werd op 2 september 1961 ingesteld en heeft de gebruikelijke vijf graden.
- Grootkruis
- Grootofficier
- Commandeur
- Officier
- Ridder

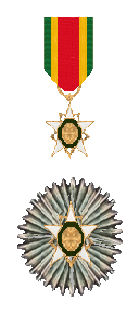
Orde van de Mono, ridderkruis en ster

Het kleinood is een wit geëmailleerde gouden ster met vijf punten liggend op een kleinere gouden ster. Het centrale medaillon laat het wapen van Togo op een donkerrode of gouden achtergrond zien. Op de ring staat "REPUBLIQUE TOGOLAISE".
De grootkruisen dragen hun kleinood aan een grootlint of aan een keten.
Het lint is groen-geel-rood-geel-groen. De rode streep is tweemaal zo breed als de andere strepen.
| Batons van de Orde van de Mono | Batons van de Orde van de Mono | Batons van de Orde van de Mono | Batons van de Orde van de Mono | Batons van de Orde van de Mono |
| ------------------------------ | ------------------------------ | ------------------------------ | ------------------------------ | ------------------------------ |
| Grootkruis                     | Grootofficier                  | Commandeur                     | Officier                       | Ridder                         |

De ridderorde wordt ook aan vooraanstaande vreemdelingen toegekend.

## Bekende dragers
- Kofi Annan
- Levi Eshkol
- Kim Il Sung
- Ellen Johnson-Sirleaf
- Haile Selassie
- Zalman Shazar
- Franz Josef Strauß
- Josip Broz Tito